# Ellen Johnson Sirleaf
Ellen Johnson Sirleaf, liberijska predsednica in političarka, nobelovka, * 29. oktober 1938, Monrovia, Liberija.
Ellen Johnson Sirleaf je prva izvoljena afriška predsednica in tako edina ženska med vsemi afriškimi predsedniki. Njena zmaga na volitvah je bila objavljena 23.novembra 2005. Narodna sprava je najpomembnejša naloga, ki si jo je zadala v svojem predsedniškem mandatu. Zato bo v vlado narodne enotnosti povabila tudi njene nekdanje nasprotnike. Med predvolilno kampanjo je obljubljala konec korupcije in spodbujanje razvoja, obnova šol, nove izobraževalne centre ter promoviranje športa. Njeni privrženci jo kličejo »afriška železna lady«.
Leta 2011, štiri dni pred novimi predsedniškimi volitvami in sredi kampanje za ponovno izvolitev, je skupaj z Leymah Gbowee in Tawakkul Karman prejela Nobelovo nagrado za mir "za njihovo nenasilno prizadevanje za varnost žensk in za pravico žensk sodelovati pri izgradnji miru."